# Pattiveeranpatti
Pattiveeranpatti är en ort i Indien.   Den ligger i distriktet Dindigul och delstaten Tamil Nadu, i den södra delen av landet, 2 000 km söder om huvudstaden New Delhi. Pattiveeranpatti ligger 265 meter över havet och antalet invånare är 7 744.
Terrängen runt Pattiveeranpatti är varierad. Runt Pattiveeranpatti är det tätbefolkat, med 530 invånare per kvadratkilometer. Närmaste större samhälle är Vattalkundu, 5,7 km söder om Pattiveeranpatti. Omgivningarna runt Pattiveeranpatti är en mosaik av jordbruksmark och naturlig växtlighet.